# Jesús María Zamora
JJesús María Zamora Ansorena (Errenteria, 1955. január 1. –) spanyol válogatott labdarúgó.

## Pályafutása

### Klubcsapatban
Errenteriában született, Baszkföldön. Pályafutása során egyetlen csapatban, a Real Sociedadban játszott. 1974 és 1989 között 446 bajnoki mérkőzésen lépett pályára és névrokona, Jesús María Satrústegui mellett meghatározó tagja volt a korszak Real Sociedadjának. Tevékenyen hozzájárult az 1981-ben és 1982-ben szerzett bajnoki címekhez. 

### A válogatottban
1978 és 1982 között 32 alkalommal szerepelt a spanyol válogatottban és 8 gólt szerzett.Egy Olaszország elleni barátságos mérkőzés alkalmával mutatkozott be 1978. december 21-én. Részt vett az 1980-as Európa-bajnokságon és az 1982-es világbajnokságon.

## Sikerei, díjai
Real Sociedad
- Spanyol bajnok (2): 1980–81, 1981–82
- Spanyol szuperkupa (1): 1982

## Kapcsolódó cikk
- Egycsapatos labdarúgók listája

## Külső hivatkozások
- Jesús María Zamora adatlapja a National-Football-Teams.com oldalon (angolul)

- Jesús María Zamora (angol nyelven). FootballDatabase.eu
- Jesús María Zamora (angol nyelven). eu-football.info
- Jesús María Zamora (angol, katalán, spanyol nyelven). BDFutbol.com
- Jesús María Zamora adatlapja a worldfootball.net oldalon (angolul)